# Histoire des codes secrets
Histoire des codes secrets est un livre écrit par Simon Singh (titre original en anglais : The Code Book) publié pour la première fois en 1999. Le livre se décompose en 8 parties chacune passant en revue l'évolution de la cryptographie des pharaons, passant par Marie Stuart, reine d'Écosse et la machine Enigma, jusqu'à l'ordinateur quantique.  

## Exercices
Le livre permet grâce à 10 exercices de mettre en application les techniques vues dans le livre. D'une difficulté croissante, les premiers se résolvent en quelques heures alors que les derniers sont d'un niveau quasi-professionnel. Le concours mis en place à la première édition du livre sorti en 1999 avait pour récompense 10 000 livres sterling. Le 7 octobre 2000, les solutions furent trouvées après plus d'un an de recherche.

## Critiques
D'après Sciences et Avenir, le livre « se lit comme un polar. C'est aussi une magistrale vulgarisation des techniques de chiffrement et de déchiffrement ».
D'après France Culture, le livre a le mérite d'attirer l'attention sur l'enjeu actuel de respect de la vie privée.

## Chapitres
- Chapitre 1: Le chiffre de Marie, reine d'Écosse
- Chapitre 2: Le chiffre indéchiffrable
- Chapitre 3: La mécanisation du codage
- Chapitre 4: A l'attaque d'Enigma
- Chapitre 5: La barrière de la langue
- Chapitre 6: Alice et Bernard s'affichent en public
- Chapitre 7: Pretty Good Privacy
- Chapitre 8: Saut quantique dans le futur